# Erika Hansson
Erika Hansson (née le 2 juillet 1973) est une skieuse de ski alpin suédoise qui a notamment participé aux jeux olympiques d'hiver de 1994. Elle est la sœur aînée du skieur Martin Hansson.

## Palmarès

### Jeux olympiques
Erika Hansson participe à une édition des Jeux olympiques, en 1994 à Lillehammer où elle prend parts aux deux épreuves de vitesses.
| Épreuve / Édition | Lillehammer 1994 |
| Descente          | 34e              |
| Super G           | 27e              |

### Coupe du monde
- Meilleur classement général : 24e en 1996[3].
- Meilleur classement en slalom géant : 7e en 1996[3].
- Meilleur classement combiné : 6e en 1994[3].
- Un podium : seconde su slalom géant de Cortina d'Ampezzo en 1996[4].

#### Classements
| Saison / Épreuve | Saison / Épreuve | Général | Général | Descente | Descente | Géant  | Géant  | Slalom | Slalom | Combiné | Combiné |
| ---------------- | ---------------- | ------- | ------- | -------- | -------- | ------ | ------ | ------ | ------ | ------- | ------- |
| Saison / Épreuve | Saison / Épreuve | Class.  | Points  | Class.   | Points   | Class. | Points | Class. | Points | Class.  | Points  |
| 1992             | 1992             | 95e     | 22      | -        | -        | -      | -      | -      | -      | 20e     | 22      |
| 1993             | 1993             | 92e     | 29      | -        | -        | -      | -      | 48e    | 14     | 25e     | 15      |
| 1994             | 1994             | 67e     | 89      | 58e      | 1        | -      | -      | 41e    | 37     | 6e      | 51      |
| 1995             | 1995             | 76e     | 44      | -        | -        | 32e    | 30     | 44e    | 14     | -       | -       |
| 1996             | 1996             | 86e     | 23      | -        | -        | 7e     | 252    | 29e    | 67     | -       | -       |
| 1997             | 1997             | 56e     | 87      | -        | -        | 20e    | 73     | 49e    | 12     | -       | -       |
| 1998             | 1998             | 37e     | 204     | -        | -        | 48e    | 6      | -      | -      | -       | -       |
| 1999             | 1999             | 94e     | 18      | -        | -        | 30e    | 43     | -      | -      | -       | -       |

### Championnats du monde
Erika Hansson participe à trois éditions des Championnats du monde, de Morioka Shizukuishi en 1993 à Sestrières en 1997, avec une cinquième place lors du combiné nippon comme meilleur résultat.
| Épreuve / Édition | Morioka Shizukuishi 1993 | Sierra Nevada 1996 | Sestrières 1997 |
| Descente          | 33e                      | -                  | -               |
| Slalom géant      | 25e                      | abandon            | abandon         |
| Slalom            | 14e                      | -                  | -               |
| Super combiné     | 5e                       | -                  | -               |

### Coupe d'Europe
- Meilleur classement général : 24e en 1996[6].
- Meilleur classement en slalom géant : 6e en 1996[6].
- Meilleur classement slalom : 29e en 1995[6].
- Trois podiums en slalom géant dont deux victoires : à Haus im Ennstal en 1995 et Abetone en 1998 Cortina d'Ampezzo en 1996[7].

#### Classements
| Saison / Épreuve | Saison / Épreuve | Général | Général | Géant  | Géant  | Slalom | Slalom |
| ---------------- | ---------------- | ------- | ------- | ------ | ------ | ------ | ------ |
| Saison / Épreuve | Saison / Épreuve | Class.  | Points  | Class. | Points | Class. | Points |
| 1995             | 1995             | 71e     | 23      | 36e    | 10     | 29e    | 23     |
| 1996             | 1996             | 24e     | 45      | 6e     | 45     | -      | -      |
| 1997             | 1997             | 92e     | 78      | 28e    | 78     | -      | -      |
| 1998             | 1998             | 52e     | 159     | 11e    | 156    | 97e    | 3      |
| 1999             | 1999             | 56e     | 124     | 11e    | 124    | -      | -      |

### Championnats du monde juniors
Erika Hansson participe à trois éditions des Championnats du monde juniors, de Zinal en 1990 à Maribor en 1992, et termine par un titre en combiné en Slovénie.
| Épreuve / Édition | Zinal 1990 | Geilo/Hemsedal 1991 | Maribor 1992 |
| Descente          | -          | 13e                 | 10e          |
| Super G           | 19e        | 12e                 | -            |
| Slalom géant      | 27e        | -                   | 6e           |
| Slalom            | 12e        | 5e                  | 9e           |
| Combiné           | -          | -                   | Or           |